# Aeropuerto Nacional La Coromoto
El Aeropuerto Nacional Virgen de Coromoto (IATA: GUQ, OACI: IATA) de Guanare se ubica al oeste de la ciudad y mantiene vuelos privados.

## Transporte

### Destinos nacionales
| Destino              | Aeropuerto                                          | Aeronaves | Notación        |
| -------------------- | --------------------------------------------------- | --------- | --------------- |
| Bandera de Venezuela |                                                     |           |                 |
| Caracas              | Aeropuerto Internacional de Maiquetía Simón Bolívar | B737-200  | Ruta en estudio |

Estas aerolíneas operan con estas aeronaves:
- Avior Airlines: Boeing 737-200 / Boeing 737-400
- Conviasa: Embraer 190
- Estelar Latinoamérica: Boeing 737-300
- LASER Airlines: McDonnell Douglas MD-83
- Venezolana: McDonnell Douglas MD-83 / Boeing 737-200
- Turpial Airlines: Boeing 737-400
- AeroAndinas: Jetstream 31 / Cessna 310
- AeroCaribe Airlines: Let L-410

#### Aerolíneas y destinos
| Destinos por aerolínea                | Destinos por aerolínea                     |
| Aerolíneas                            | Ciudades                                   |
| ------------------------------------- | ------------------------------------------ |
| Avensa 1 destino                      | Nacionales (1): Caracas Internacional (0): |
| Total: 1 destino, 1 país, 1 aerolínea |                                            |

### Destinos internacionales
|                           |  |  |
|                           |  |  |
|                           |  |  |
|                           |  |  |
| Centroamérica y El Caribe |  |  |
|                           |  |  |
|                           |  |  |
|                           |  |  |
|                           |  |  |
| América del Sur           |  |  |
|                           |  |  |
|                           |  |  |
|                           |  |  |
|                           |  |  |
| Europa                    |  |  |
|                           |  |  |
|                           |  |  |
|                           |  |  |
|                           |  |  |
| Asia                      |  |  |
|                           |  |  |
|                           |  |  |
|                           |  |  |
|                           |  |  |

Estas aerolíneas operan con estas aeronaves:
- Avensa: Boeing 737-300 / Boeing 737-400

### Aerolíneas y destinos
| Destinos por aerolínea                | Destinos por aerolínea                     |
| Aerolíneas                            | Ciudades                                   |
| ------------------------------------- | ------------------------------------------ |
| Avensa 1 destino                      | Nacionales (1): Caracas Internacional (0): |
| Total: 1 destino, 1 país, 1 aerolínea |                                            |

## Vuelos chárter y estacionales
| Destino                 | Aeropuerto                                          | Notación     |
| ----------------------- | --------------------------------------------------- | ------------ |
| AeroAndinas             |                                                     |              |
| La Fría                 | Aeropuerto Internacional Francisco García de Hevia  | (chárter)    |
| Las Piedras             | Aeropuerto Internacional Josefa Camejo              | (chárter)    |
| Santa Bárbara del Zulia | Aeropuerto Miguel Urdaneta Fernández                | (chárter)    |
| AeroCaribe Airlines     |                                                     |              |
| Barranquilla            | Aeropuerto Internacional Ernesto Cortissoz          | (chárter)    |
| Turpial Airlines        |                                                     |              |
| Porlamar                | Aeropuerto Internacional del Caribe Santiago Mariño | (chárter)    |
| Puerto Plata            | Aeropuerto Internacional Gregorio Luperón           | (estacional) |
| Punta Cana              | Aeropuerto Internacional de Punta Cana              | (chárter)    |
| Venezolana              |                                                     |              |
| Medellín                | Aeropuerto Internacional José María Córdova         | (estacional) |

### Destinos suspendidos
Aerolíneas operativasː
| Aerolíneas                      | Ciudades                                                               |
| ------------------------------- | ---------------------------------------------------------------------- |
| Avior Airlines 5 destinos       | Nacionales (2): Barcelona / Valencia Internacionales (1):              |
| Estelar Latinoamérica 1 destino | Internacional (1):                                                     |
| Conviasa 3 destinos             | Nacionales (3): Barquisimeto / Las Piedras / Puerto Cabello            |
| LASER Airlines 3 destinos       | Nacional (1): Valencia Internacionales (1):                            |
| Venezolana 4 destinos           | Nacionales (2): Maturin / San Antonio del Táchira Internacionales (1): |

## Carga aérea
- Aerocarga Express
- Avior Cargo
- Vensecar Internacional
- Transcarga
- Copa Cargo
- Amerijet International
- Atlas Air

## Aeropuertos cercanos
Ordenados por cercanía a 200 km (kilómetros) a la redonda:
- Acarigua: Aeropuerto Gral. Bgda. Oswaldo Guevara Mujica
- San Felipe: Aeropuerto Subteniente Néstor Arias
- Carora: Aeropuerto La Greda
- Valera: Aeropuerto Internacional Antonio Nicolás Briceño
- Valencia: Aeropuerto Internacional Arturo Michelena
- Barinas: Aeropuerto Luisa Cáceres de Arismendi
- Barinas: Aeropuerto de Santa Bárbara de Barinas
- Coro: Aeropuerto José Leonardo Chirino
- Barquisimeto: Aeropuerto Internacional Jacinto Lara